# 後龍鎮

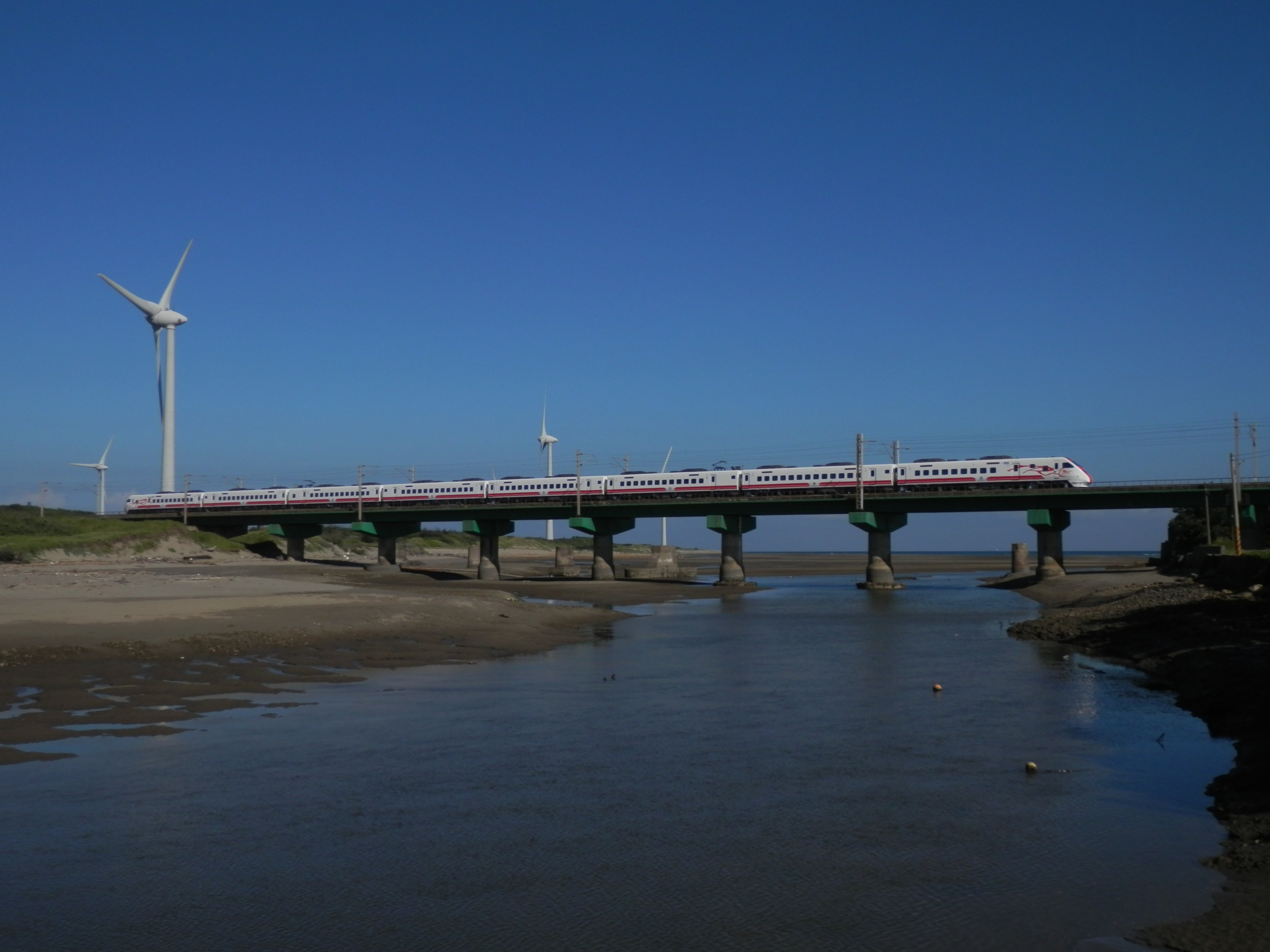
海岸線の「下三叉河橋梁」を走る普悠瑪自強号

後龍鎮（ホウロン/こうりゅう-ちん）は、台湾苗栗県の鎮。

## 地理
頭份市は苗栗県の北西部に位置し、西と北は台湾海峡、南は通霄鎮、西湖郷及び苗栗市と、東は頭屋郷、造橋郷及び竹南鎮、後龍渓の下流部に位置する。

## 行政区
| 地区 | 里                                     |
| ---- | -------------------------------------- |
| 浜海 | 渓洲里、外埔里、海埔里、水尾里、秀水里 |
| 大山 | 大山里、東明里、湾宝里、海宝里         |
| 新港 | 豊富里、校椅里、新民里、復興里、埔頂里 |
| 渓南 | 龍津里、龍坑里、福寧里、中和里、南港里 |
| 市街 | 北龍里、中龍里、南龍里、大庄里         |

## 歴代鎮長
| 代 | 氏名 | 任期 |
| -- | ---- | ---- |

## 教育

### 科技学院
- 仁徳医護管理専校

### 国民中学
- 苗栗県立後龍国民中学
- 苗栗県立維真国民中学

## 交通
| 種別     | 路線名称           | その他               |
| -------- | ------------------ | -------------------- |
| 鉄道     | 海岸線             | 後龍駅 龍港駅 大山駅 |
| 鉄道     | 台中線             | 豊富駅               |
| 鉄道     | 高速鉄道           | 苗栗駅               |
| 高速道路 | フォルモサ高速道路 | 後龍IC、大山IC       |
| 省道     | 台1線              |                      |
| 省道     | 台6線              |                      |
| 省道     | 台61線             | 西浜快速道路         |

## 観光

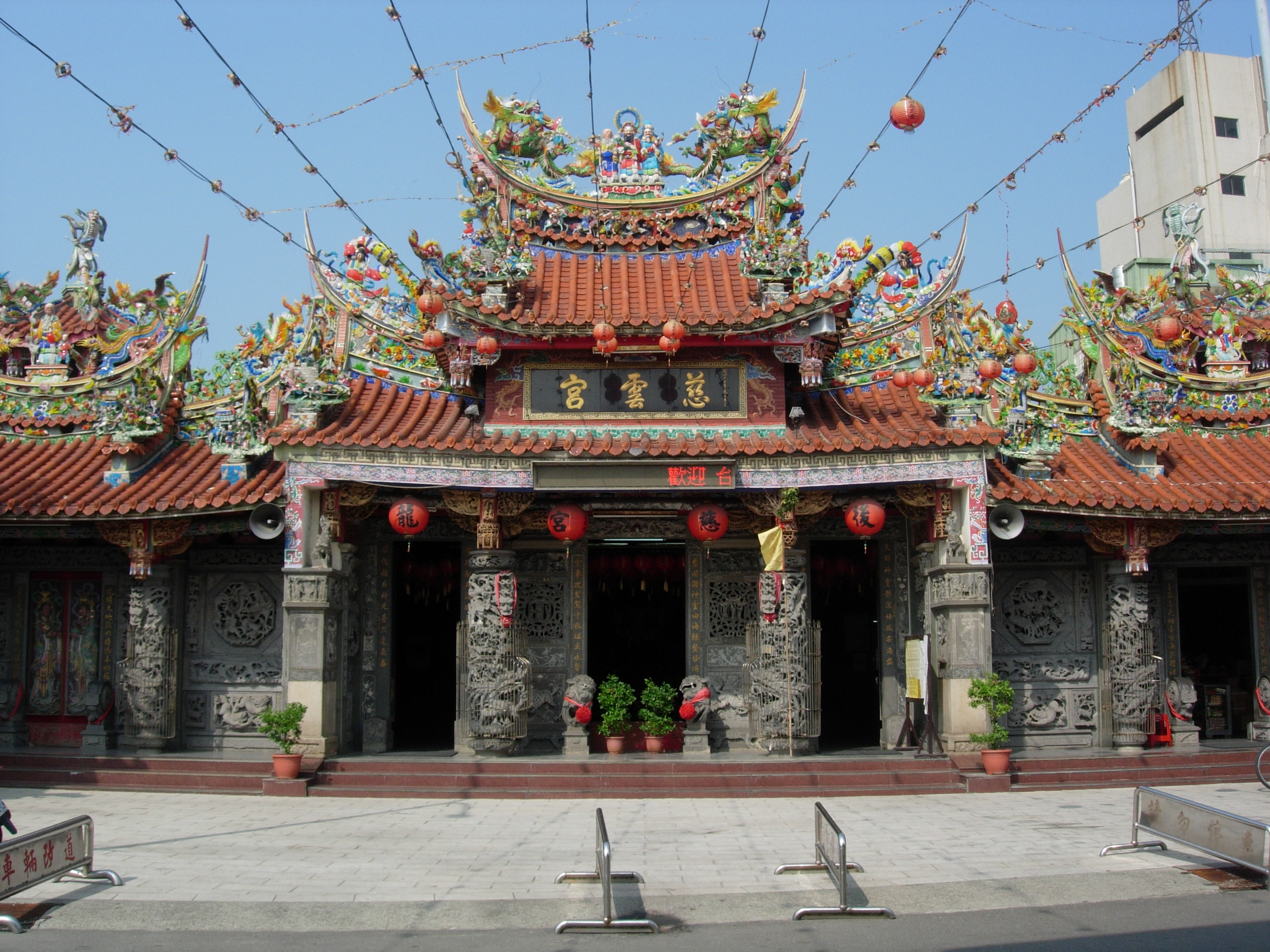
後龍慈雲宮

- 公司寮（中国語版）
- 大山駅
- 竜港漁港
- 水尾海水浴場
- 鄭崇和墓（中国語版）
- 外埔合興宮（中国語版）
- 後龍順天宮（中国語版）
- 後龍慈雲宮